# Virectaria salicoides
Virectaria salicoides là một loài thực vật có hoa trong họ Thiến thảo. Loài này được (C.H.Wright) Bremek. miêu tả khoa học đầu tiên năm 1952.